# Osmancık (district)
Osmancık is een Turks district in de provincie Çorum en telt 45.730 inwoners (2007). Het district heeft een oppervlakte van 1116,3 km². Hoofdplaats is Osmancık.
De bevolkingsontwikkeling van het district is weergegeven in onderstaande tabel.
| 1997   | 2000   | 2007   |
| ------ | ------ | ------ |
| 51.164 | 53.758 | 45.730 |